# Casa da Fazenda do Leitão
A Casa da Fazenda do Leitão, também chamado de Casa da antiga Fazenda do Córrego, e atual Museu Histórico Abílio Barreto, foi a sede de uma das propriedades rurais da antigo Arraial do Curral del Rei, sendo a única edificação do século XIX ainda preservada na atual cidade de Belo Horizonte. A construção foi tombada pelo IPHAN (Instituto do Patrimônio Histórico e Artístico Nacional), em 1951.

## Histórico

### Fundação
A sede da Fazenda do Córrego do Leitão foi construída em meados de 1833 por José Cândido da Silveira. Em 1864, passou a pertencer ao Capitão Francisco Luís de Carvalho, rico proprietário de terras no Arraial do Curral del Rei. Após o falecimento de sua esposa,  Francisco Luís dividiu o patrimônio com sua filha Rita Maria que foi posteriormente adquirida pelo seu genro Cândido Lúcio da Silveira, que reformou o casarão por volta de 1883.

### Usos
O casarão foi desapropriada pela Comissão Construtora da Nova Capital em 1894, no início do processo de construção de Belo Horizonte, a nova capital de Minas Gerais. A partir daí, o local abrigou diversas empreendimentos como um viveiro entre 1895 e 1896, administrado pelo geólogo Claude-Henri Gorceix e o agrônomo francês Leon Quet a pedido do governador de Minas Gerais, Crispim Jacques Bias Fortes.
Entre 1896 a 1899, foi instalada a colônia Afonso Pena no vale do córrego do Leitão que também englobava a fazenda. Essa colônia serviu como núcleo agrícola para imigrantes, com o objetivo de diversificar as atividades econômicas e garantir a ocupação de áreas em torno da capital. Emancipada em 1910, suas terras foram usadas para plantação de piteiras e a casa serviu como fábrica de artefatos feitos com as fibras dessa planta.
De 1899 a 1938, o casarão passou a abrigar a Enfermaria do Posto Zootécnico Federal, ligado ao Ministério da Agricultura. O estado doou a propriedade para a prefeitura em 26 de setembro de 1938, que posteriormente viria a ser o Museu Histórico de Belo Horizonte idealizado no governo do prefeito José Oswaldo de Araújo e estabelecido durante o governo de Juscelino Kubitschek na cidade.

## Museu Histórico Abílio Barreto
A partir de 1943 passou a abrigar o Museu Histórico de Belo Horizonte, que atualmente leva o nome do historiador Abílio Barreto, um de seus fundadores.
Localizado no bairro Cidade Jardim em Belo Horizonte, o Museu Histórico Abílio Barreto é mantida pela Prefeitura de Belo Horizonte por meio da Fundação Municipal de Cultura. O museu possui o maior acervo de Minas Gerais, com mais de 70 mil itens sobre a história e cultura mineira sendo composto de documentos textuais, iconográficos, bidimensionais e tridimensionais referentes às origens, formação e desenvolvimento da cidade.
A casa precisou ser restaurada e adaptada em 1943 e passou por outras restaurações ao longo dos anos. Atualmente é utilizado como espaço expositivo e de ações educativas da instituição. Além disso, seu espaço exterior é usado para diversas atividade de lazer que incluem apresentações musicais, circenses, teatrais, contação de histórias e brincadeiras e eventos gastronômicos.
|  |  |  |  |